# Bobby Deerfield
Bobby Deerfield – amerykański melodramat z 1977 roku na podstawie powieści Ericha Marii Remarque’a Nim nadejdzie lato.

## Fabuła
Bobby Deerfield jest kierowcą wyścigowym. Podczas wyścigu w Europie jeden z kierowców ginie, a drugi zostaje ranny. Bobby próbuje dowiedzieć się, co się stało. Odwiedza rannego kierowcę w szpitalu i tam poznaje tajemniczą Lillian Morelli. Lillian prosi go o podwiezienie do domu. Później spotykają się parę razy, aż w końcu zakochują się w sobie. Ale Lillian jest śmiertelnie chora.

## Obsada
- Al Pacino – Bobby
- Marthe Keller – Lillian
- Anny Duperey – Lydia
- Walter McGinn – Brat
- Romolo Valli – Wujek Luigi
- Stephan Meldegg – Karl Holtzmann
- Jaime Sánchez – Delvecchio
- Norm Nielsen – Magik
- Mickey Knox – Turysta
- Dorothy James – Turysta
- Guido Alberti – Ksiądz w ogrodzie
- Monique Lejeune – Catherine Modave
- Steve Gadler – Bertrand Modave

## Nagrody i nominacje
Złote Globy 1977
- Najlepszy aktor dramatyczny – Al Pacino (nominacja)